# Vasilij Ivanovič Čujkov
Vasilij Ivanovič Čujkov (rusko Васи́лий Ива́нович Чуйко́в), general, politik, pisatelj, maršal in heroj Sovjetske zveze, * 12. februar 1900, vas Srebrni Ribniki (Srebrne Prudi, Серебряные Пруды), Tulska oblast, danes Moskovska oblast, Rusija, † 18. marec 1982, Moskva, Sovjetska zveza.

## Življenje
Maršal Sovjetske zveze je postal 11. marca 1955.